# Polovodičová součástka
Polovodičová součástka je elektronická součástka využívající pro svou funkci specifické vlastnosti polovodičů, jako jsou například germanium (Ge) a křemík (Si). Dělí se na diskrétní (jednoduché) a integrované obvody. Diskrétní polovodičové součástky jsou zejména:
- Diody
- Bipolární tranzistory
- Unipolární tranzistory
- Tyristory
- Diaky
- Triaky

Polovodičové diody jsou součástky, které vznikají kombinací dvou typů polovodičů, P a N.
Jde o jejich spojení (přechod, styk dvou ploch) a vznik přechodu P-N. Anoda je elektroda připojená k polovodičové části P a katoda k části N. Diodou může proud procházet pouze v jednom směru. Vyrábí se v různém provedení:
- usměrňovací
- stabilizační
- spínací
- kapacitní
- svítivé
- laserové

## Polovodičové materiály
Zdaleka nejpoužívanějším materiálem v polovodičových součástkách je křemík (Si). Díky kombinaci nízkých nákladů na suroviny, relativně jednoduchého zpracování a užitečného teplotního rozsahu je v současnosti nejlepším kompromisem mezi různými konkurenčními materiály. Křemík používaný při výrobě polovodičových součástek se v současnosti vyrábí do tzv. boulí (angl. Boules), které mají dostatečně velký průměr, aby umožnily výrobu 300 mm (12 palců) polovodičových destiček.
Germanium (Ge) byl široce používaný časný polovodičový materiál, ale jeho tepelná citlivost ho činí méně užitečným než křemík. Dnes je germanium často legováno křemíkem pro použití ve velmi vysokorychlostních SiGe (Germanid Křemíku)  zařízeních; IBM je významným výrobcem takových zařízení.
Arsenid galia (GaAs) je široce používán ve vysokorychlostních zařízeních, ale dosud bylo obtížné vytvořit z tohoto materiálu kuličky s velkým průměrem, což omezuje průměr destičky na velikosti výrazně menší než destičky křemíkové, což umožňuje hromadnou výrobu zařízení GaAs (arsenid galitý), jež jsou výrazně dražší než křemík.
Jiné méně obvyklé materiály se používají nebo jsou předmětem zkoumání.
Karbid křemíku (SiC) našel určité uplatnění jako surovina pro diody emitující modré světlo (LED) a je zkoumán pro použití v polovodičových zařízeních, která by mohla odolávat velmi vysokým provozním teplotám a prostředím s přítomností významných úrovní ionizujícího záření. Diody IMPATT jsou vyrobeny z SiC.
Různé sloučeniny india (arsenid india, antimonid india a fosfid india) se používají v LED diodách a polovodičových laserových diodách. Sulfid selenu je zkoumán při výrobě fotovoltaických solárních článků.
Nejběžnějším použitím pro organické polovodiče jsou organické světelné diody.